# Via di Ripetta

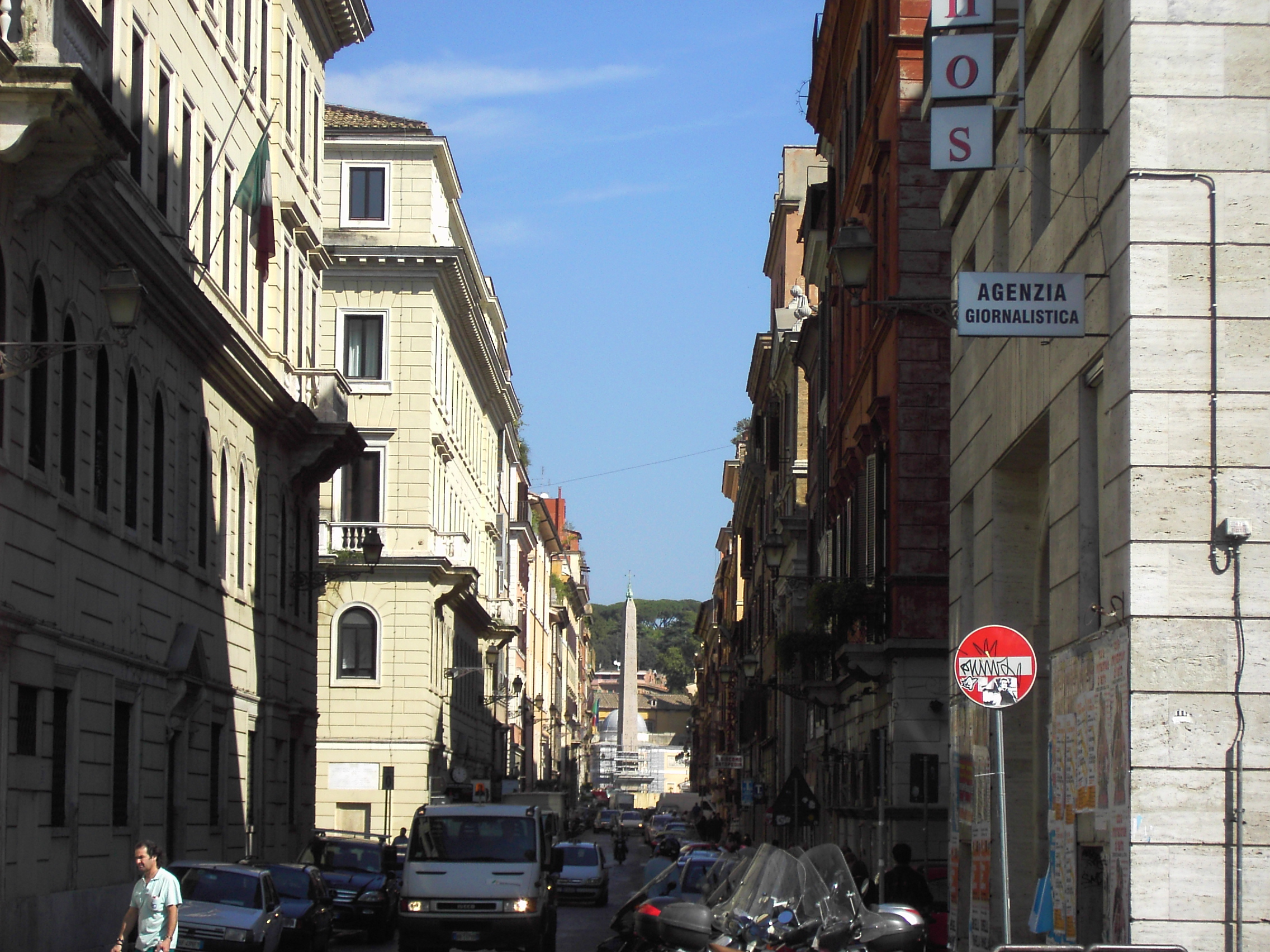
Via di Ripetta, Richtung Piazza del Popolo

Die Via di Ripetta ist eine Straße in der Altstadt von Rom, die von der Piazza del Popolo ausgeht.
Sie wurde 1518 unter dem Namen Via Leonina von Raffael und Antonio da Sangallo im Auftrag von Papst Leo X. angelegt. Die Straße führt am Tiberufer vorbei zum Augustusmausoleum und zu dem von Alessandro Specchi gebauten Ripetta-Hafen am Tiber, von dem sie ihren heutigen Namen erhielt. Überquert man den Tiber, gelangt man zum Vatikan. 
Die Via di Ripetta ist Teil des Tridente, des Dreizacks, zu dem außerdem die Via del Babuino und die Via del Corso gehören.

## Sehenswürdigkeit
- Palazzo Capponi della Palma;
- Conservatorio della Divina Provvidenza e di San Pasquale;
- Sala Lancisiana di San Giacomo in Augusta;
- Ospedale di San Giacomo degli Incurabili;
- Chiesa di Santa Maria Portae Paradisi;
- Palazzo camerale, sede dell'Istituto di Belle Arti, Liceo Artistico Ripetta; Accademia di Santa Cecilia;
- Ara Pacis;
- Mausoleo di Augusto, Palazzi dell'INPS a Piazza Augusto Imperatore;
- San Rocco all’Augusteo;
- San Girolamo dei Croati;
- Fontana del porto di Ripetta;
- Palazzo Borghese.